# Tipula (Microtipula) perlaticosta
Tipula (Microtipula) perlaticosta is een tweevleugelige uit de familie langpootmuggen (Tipulidae). De soort komt voor in het Neotropisch gebied.